# Santa Sofia (métro de Milan)
Pour les articles homonymes, voir Santa Sofia.
Santa Sofia est une station de métro à Milan, en Italie. Située sur la ligne 4 du métro de Milan entre Vetra et Sforza-Policlinico, elle a ouvert le 12 octobre 2024.